# The Elder Scrolls: Blades
The Elder Scrolls: Blades est un jeu vidéo de type action-RPG développé par Bethesda Game Studios et édité par Bethesda Softworks. Il fait partie de la série The Elder Scrolls. Le titre adopte un modèle économique free-to-play, il est disponible sur les appareils Android et iOS depuis le 28 mars 2019 en accès anticipé. Il est également disponible sur Nintendo Switch depuis le 15 mai 2020.

## Système de jeu
The Elder Scrolls: Blades est un action-RPG jouable en vue à la première personne. Le jeu est conçu principalement pour les appareils mobiles, le joueur utilise les commandes virtuelles de l'écran tactile pour effectuer les combats,,. Le combat comprend l'utilisation d'armes de mêlée, de sorts magiques et d'attaques à distance. Le jeu propose des donjons créés à la main[Quoi ?] par des concepteurs et générés de manière procédurale. Le joueur peut personnaliser et mettre à niveau les personnages pour améliorer leurs capacités,.
Blades propose trois modes de jeu principaux : Abysse, Arène et Ville. Abysse offre une expérience Rogue-like dans laquelle le joueur doit tenter d'aller aussi loin que possible dans un cachot sans fin. Arène est un mode multijoueur joueur contre joueur dans lequel deux joueurs s'affrontent. Ville est le mode principal du jeu, qui est une zone centrale où le joueur peut faire avancer l'histoire, recevoir des quêtes et rencontrer des personnages non joueurs,. Le joueur est un membre des Lames, une organisation au service de l’Empereur. Au retour d’une mission, on retrouve la ville natale du joueur détruite. Un mode de construction permet au joueur de reconstruire, d'améliorer et de décorer la ville. À son tour, cela ouvre de nouveaux (PNJ) et de nouvelles quêtes. Les joueurs peuvent visiter les villes de leurs amis.
Sur les appareils mobiles, le jeu peut être joué en mode paysage ou portrait.

## Synopsis
Situé dans l'univers fantastique de The Elder Scrolls, le joueur est un membre des Lames, un groupe d'agents d'élite de l'Empire, qui ont été forcés de s'exiler. Le joueur retourne dans sa ville natale pour la trouver détruite et doit la reconstruire. Le joueur poursuit des quêtes à travers les donjons, les châteaux et les espaces extérieurs pour finir de reconstruire sa ville natale et résoudre le mystère ancien qui plane sur la région.

## Développement et sortie
The Elder Scrolls: Blades est développé par Bethesda Game Studios et publié par Bethesda Softworks. Le jeu a été annoncé par Todd Howard lors de la présentation de Bethesda à l'E3 2018 et était jouable au salon lors de l'expo. Blades devrait être publié début 2019 pour les appareils Android et iOS sous forme de free-to-play,. Howard prévoyait que le jeu seraient publiées sur les consoles et les PC à l’avenir, tout en prenant en charge la réalité virtuelle .